# Wolfgang Nešković
Wolfgang Nešković (Lübeck, 1948. június 3. –) német bíró és politikus. Szerb kőműves és német varrónő fiaként született Lübeckben.